# Курлыч (село)
Курлыч — село в Чернышевском районе Забайкальского края России. Административный центр и единственный населенный пункт сельского поселения « Курлыченское».

## География
Находится в южной части района на расстоянии примерно 21 километр (по прямой)  на юго-восток от поселка Чернышевск.

## Климат
Климат резко континентальный. Средняя температура в июле +16 +20 °С (максимальная +37 °С), в январе –26 –30 °С (абсолютный минимум –57 °С). Осадков выпадает 300–350 мм/год. Вегетационный период продолжается от 130 до 150 дней.  
Часовой пояс
Село Курлыч находится в часовой зоне МСК+6. Смещение применяемого времени относительно UTC составляет +9:00.

## История
Официальный год основания села 1837. По другим данным, еще в 1774 здесь была построена деревянная Спасская церковь (новая каменная церковь восстанавливается). С 1851 центр Спасской станицы Забайкальского казачьего войска. В советское время работал колхоз «Путь к коммунизму» (правопреемник СПК «Курлыченский»).

## Население
Постоянное население составляло 309 человек в 2002 году (русские 100%), 203 человека в 2010 году.

## Инфраструктура
Имеется основная школа, клуб, фельдшерско-акушерский пункт.